# Führerpalast

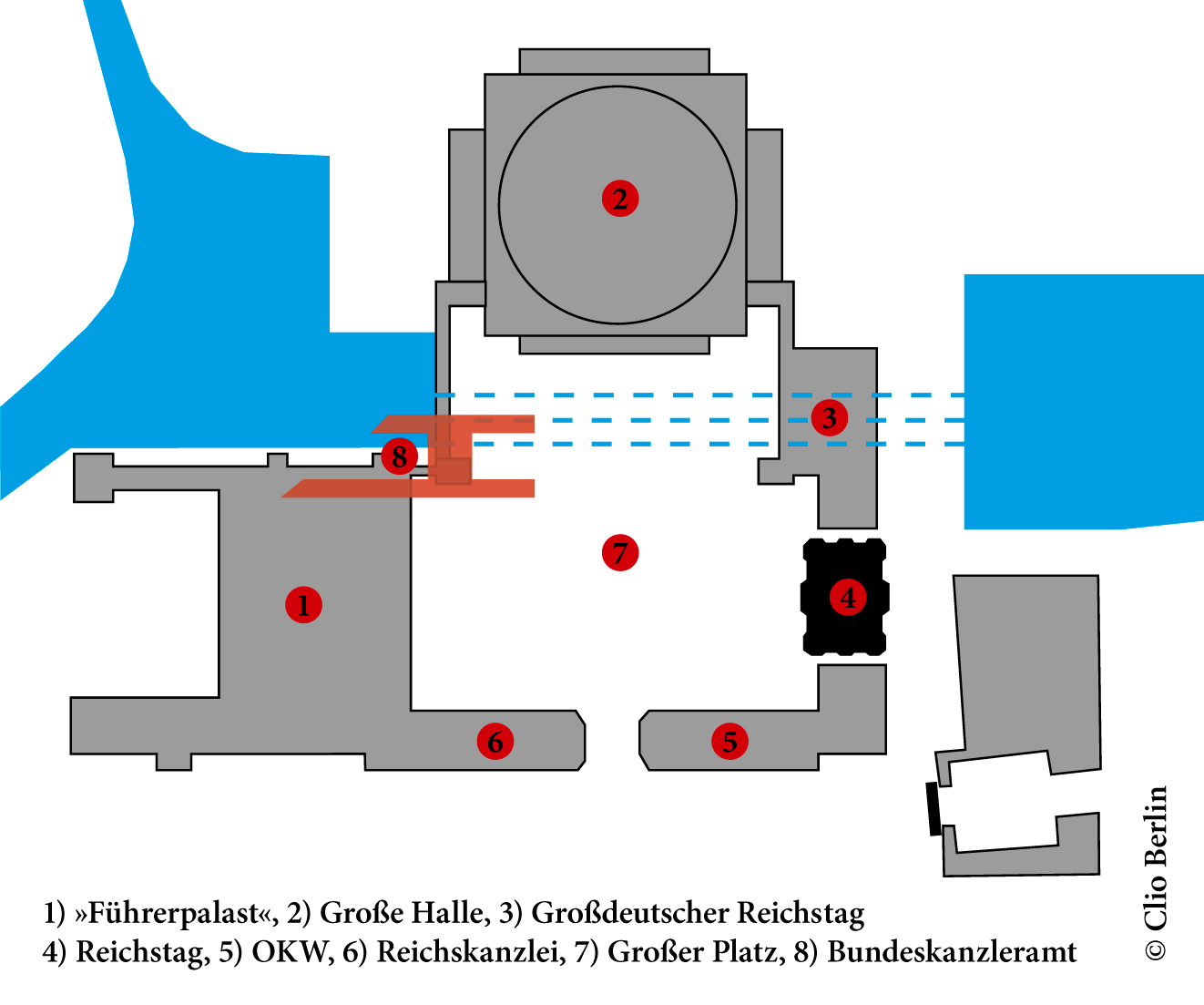
Grafik des Großen Platzes (Adolf-Hitler-Platz) mit Großer Halle und Führerpalast

Der Führerpalast war ein von dem Architekten Albert Speer geplanter Dienst- und Wohnsitz für Adolf Hitler und seine Nachfolger. Er war Bestandteil der Umgestaltungspläne Berlins zur „Welthauptstadt Germania“. Von den Plänen sind Modellfotos, Zeichnungen und Grundrisse überliefert.

## Lage und Umgebung
Der Führerpalast sollte ungefähr dort errichtet werden, wo sich heute das Bundeskanzleramt in Berlin befindet. Er sollte Bestandteil eines Bauensembles werden, das sich um den geplanten Großen Platz gruppieren sollte. Die Platzumbauung sollte sich aus folgenden Gebäuden zusammensetzen: Führerpalast, Große Halle, Großdeutscher Reichstag, Reichstagsgebäude, Dienstgebäude des Oberkommandos der Wehrmacht und neues Dienstgebäude der Reichskanzlei. Der Platz und seine Umbauung bildeten in den Plänen Albert Speers den nördlichen Höhepunkt der Nord-Süd-Achse.

## Architektur
Der Führerpalast war als eine gigantische Dreiflügelanlage geplant. Das architektonische Konzept von Speer orientierte sich an barocken Schlossbauten. Im nördlichen Flügel befand sich – analog zu den barocken Theaterflügeln – ein Theater mit 400 Plätzen. Für den südlichen Flügel des Palastes erdachte Speer eine 504 Meter lange Raumflucht vom Eingang in die Reichskanzlei bis zu Hitlers Arbeitszimmer. Hierbei orientierte sich Speer an dem barocken Konzept der Enfilade, dem durch repräsentative, kostbar ausgestattete Räume führenden Weg zum absoluten Herrscher.
Speer und Hitler wollten in erster Linie Macht und Herrlichkeit von Führer und Reich zur Schau stellen und einen architektonischen Ausdruck des Anspruchs auf die Weltherrschaft formulieren. Dies verdeutlicht eine Aussage Hitlers vom Oktober 1941: „Wer die Reichskanzlei betritt, muss das Gefühl haben, vor den Herrn der Welt zu treten, und schon der Weg dahin durch den Triumphbogen auf den breiten Straßen an der Soldatenhalle vorbei zum Platz des Volkes soll ihm den Atem nehmen. […] Berlin wird einmal sein die Hauptstadt der Welt.“
Stilistisch ist das Gebäude äußerlich durch den nationalsozialistischen Stil geprägt, einem „Monumentalismus“, der durch seine „megalomanen Ausmaße“ jedem „menschlichen Maßstab entglitten“ sich an der „Ordnung von Kolonne und Block, die formierte Menschenmasse“ ausrichtet. Schier endlose Säulenreihen vor riesigen roten Marmormosaiken, bronzene Löwen und monumentale Reliefs prägen die Fassade zum Großen Platz. Es gibt dort bis auf das riesenhafte stählerne Eingangstor und die Tür zu einem Balkon keine Öffnungen nach außen. So wirkt der Palast wie eine Festungsarchitektur, die die Macht der Herrschenden und die Ohnmacht der Beherrschten zur Anschauung bringen soll. Auch ganz konkret sollte das Gebäude bei möglichen Volksaufständen gut zu verteidigen sein. Sogar Speer wurde nach seiner Haftentlassung aus dem Spandauer Kriegsverbrechergefängnis im Jahr 1981 durch den Charakter der Architektur an „Satrapenarchitektur eines Films von Cecil B. de Mille erinnert. Neben dem Phantastischen wurde mir auch das Grausame dieser Architektur bewusst, präziser Ausdruck einer Tyrannis.“ Barocker Prachtentfaltung entsprach auch der geplante Garten mit Wasserfontänen und einem Palmenhaus.

## Hitlers Arbeitszimmer
Hitlers Arbeitszimmer im Führerpalast war ähnlich konzipiert wie das in der Neuen Reichskanzlei, mit einem Säulenportikus vor einer großen Terrasse in den Garten des Gebäudes weisend. 900 m² Grundfläche sollte dieser Arbeitssaal aufweisen und mit prächtigsten Materialien ausgestattet werden. Hitlers Arbeitssaal war nicht zum Arbeiten gedacht, sondern zum Repräsentieren. So vergleicht ihn Albert Speer etwa mit dem Empfangssaal des Weißen Hauses und weist darauf hin, dass der Arbeitssaal Hitlers über achtmal so groß wie dieser geworden wäre.

## Konstruktion und Daten
Das Gebäude war als Massivbau geplant. Zur Verwendung sollten edelste Materialien kommen: verschiedene Marmorsorten, Granit und Edelhölzer. Die „Führerwohnung“ hätte 1,9 Millionen m³ umfasst, der Arbeitstrakt 1,2 Millionen m³. Ein Speisesaal sollte die Fläche von 2940 m² erhalten und hätte 2000 Gästen Platz geboten. Die U-förmige Gartenfassade sollte eine Gesamtlänge von 670 Metern haben. Mit den dazugehörigen Gärten sollte der Palast eine Fläche von zwei Millionen Quadratmetern einnehmen.